# Mountmellick SAC
Mountmellick SAC este o arie protejată (arie specială de conservare — SAC, sit de importanță comunitară — SCI) din Irlanda întinsă pe o suprafață de 2,03 ha, integral pe uscat.

## Localizare
Centrul sitului Mountmellick SAC este situat la coordonatele 53°07′36″N 7°15′56″W / 53.126599°N 7.265596°V.

## Înființare
Situl Mountmellick SAC a fost declarat sit de importanță comunitară în septembrie 1999 pentru a proteja 1 specie de animale. Situl a fost protejat și ca arie specială de conservare în aprilie 2016.

## Biodiversitate
Situată în ecoregiunea atlantică, aria protejată nu include niciun habitat protejat.
La baza desemnării sitului se află o specie protejată de  nevertebrate: Vertigo moulinsiana.